# Adolf Fredrik Lindblad
Adolf Fredrik Lindblad (nascut l'1 de febrer de 1801 a Skänninge, mort el 23 d'agost de 1878 a Linköping - enterrat al cementiri de Skeda a Östergötland -), fou un compositor suec.

## Biografia
La seva mare el volia dedicar al comerç, i fins als vint-i-dos anys restà col·locat en diversos establiments, però ocupant-se quasi exclusivament en música, si bé no començà a estudiar-la seriosament fins llavors.
Poc temps després passà a Alemanya, on fou condeixeble de Mendelssohn, i el 1827 es traslladà a Estocolm, fundant una escola de música, que dirigí fins al 1861 en què fou substituït pel seu compatriota Ivar Hällström. Lindblad fou anomenat el "Schubert suec", i efectivament algunes de les seves composicions vocals no són inferiors a les del cèlebre músic alemany.
La seva obra és molt considerable i abraça tots els generes: lieder, cors, simfonies, quintets, sonates i una òpera, Frondörerma (Estocolm, 1835) que aconseguí molt poc èxit. Molts dels lieder de Lindblad, encara són populars a Alemanya.

## Bibliografia

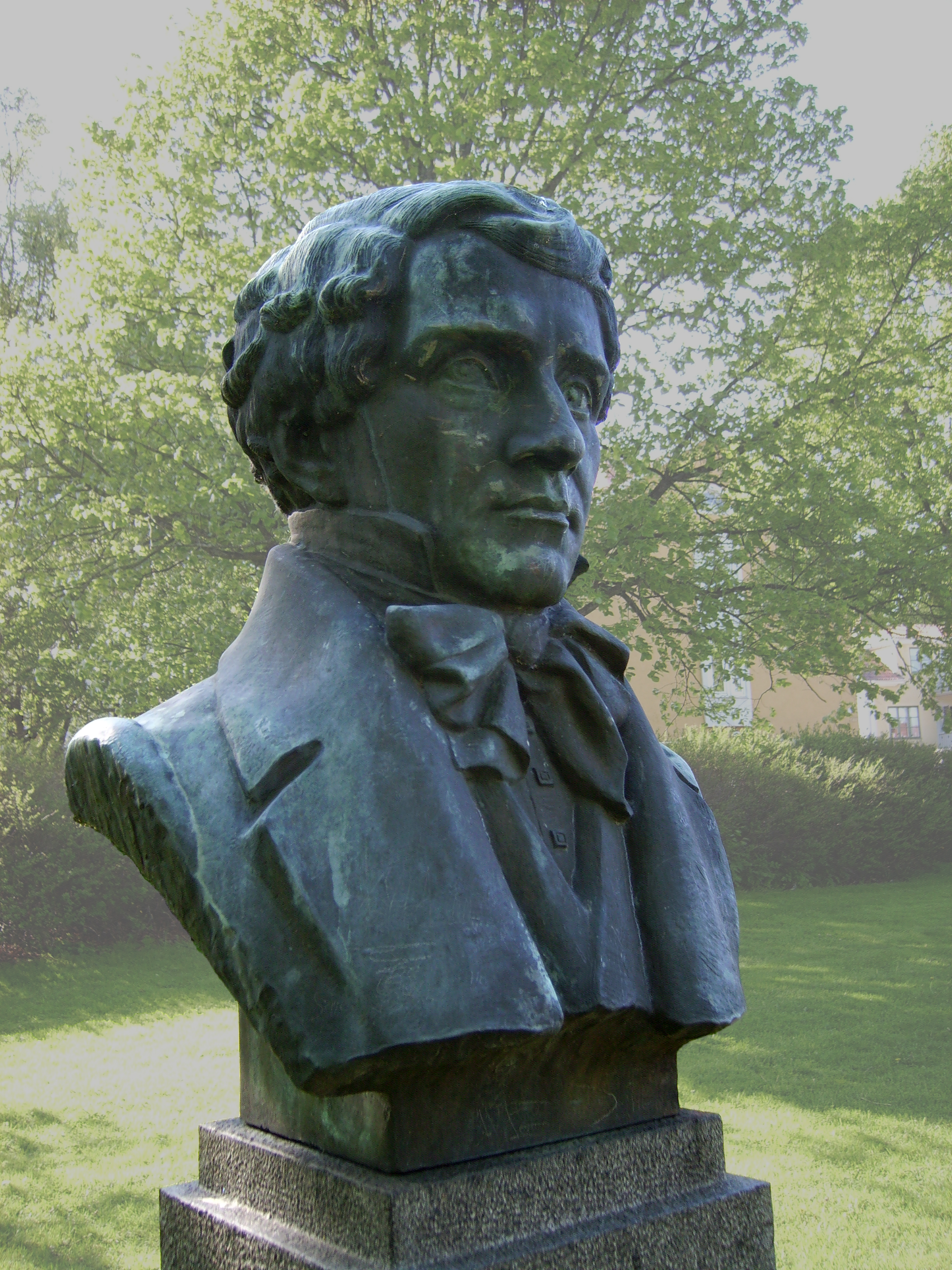
Estatua d'Adolf Fredrik Lindblad